# Qilin

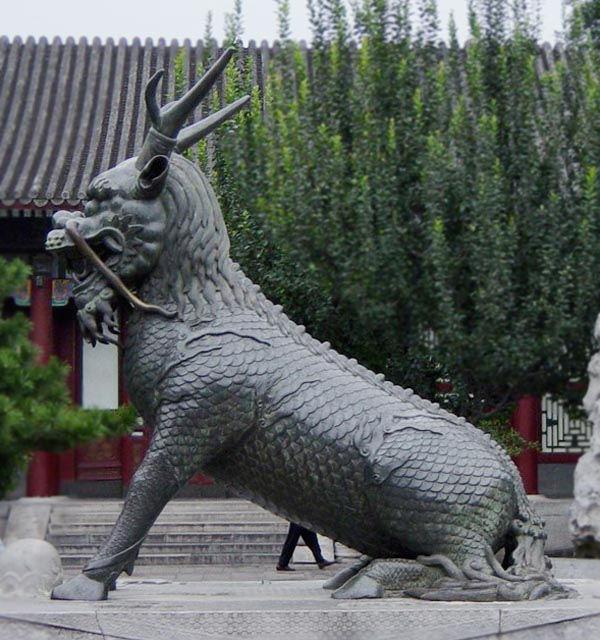
Estátua do Qilin

Qilin (em chinês:  麒麟 Qílín) é uma criatura quimérica da mitologia chinesa e do Leste Asiático como um todo, a qual simboliza bons presságios. Os machos são Qi e as fêmeas, Lin.
Assim como a Dança do Dragão e do Leão, o Qilin também é apresentado em rituais e épocas festivas, como o ano-novo chinês ou a inauguração de uma loja, para afastar espíritos malignos e trazer boa sorte.

## Descrição
É um dos quatro animais benevolentes (em chinês:  四靈 Sì líng), juntamente com o pássaro Fenghuang, a tartaruga negra e o dragão.
Possui cabeça de dragão, cascos de cavalo, corpo de cervo, cauda de touro, dorso de penugem colorida, ventre de pelos amarelos, boca que cospe fogo e voz de trovão. Diz-se que sua aparição ocorre apenas em épocas de paz e prosperidade, de surgimento de um homem santo ou de um ilustre governante no mundo.
Acredita-se que um Qilin possa viver até dois mil anos. De temperamento calmo, apesar de possuir meios de atacar seus oponentes, não machuca seres humanos nem animais, não pisa sobre insetos ou gramíneas  e sequer se alimenta de vegetais vivos. Por isso, também é conhecido como o animal misericordioso (em chinês:  仁獸 Rén shòu).
Qilin é uma criatura encantadora por sua caridade, generosidade e grande respeito à vida. Ele tem uma enorme compaixão pelos jovens e puros de coração, não tolerando aqueles que abusem destes. Ele nunca irá tirar a vida de um inocente e também os protegerá de qualquer ameaça, tornando um protetor implacável cuspindo fogo, entre outras habilidades que são contadas de conto pra conto.
É dito também que o Qilin só aparece em regiões que são governadas por pessoas benéficas ou virtuosas. Sua rara aparição só se dá diante daqueles que respeitam a vida tanto quanto ele.
Outras curiosidades sobre o Qilin é que ele fala facilmente o idioma humano, podendo ter telepatia, de acordo com alguns, por saber quando estão dizendo a verdade ou não. São constantemente associados aos dragões orientais, pois possuem grande poder.
São criaturas tão livres que não podem ser domadas por nenhum outro ser e acabam por se matar, caso sejam presas ou dominadas, logo após um surto de fúria.